# لويز إليزابيث البوربونية
لويز إليزابيث دي بوربون (الفرنسية:Louise-Élisabeth de Bourbon؛ 22 نوفمبر 1693 - 27 مايو 1775)؛ هي من خلال الزواج أميرة كونتي، هي ابنة لويس الثالث أمير كوندي ولويز فرانسواز دي بوربون.

## السيرة الذاتية
ولدت إليزابيث في قصر فرساي، بحيث أن والدتها هي ابنة الغير الشرعية للملك لويس الرابع عشر وعشيقته مدام مونتيسب، وهي كعضو من بوربون-كوندي تعتبر أميرة الدم، خلال حياتها المبكرة كانت في البلاط تعرف بـ مدموزيل شاروليه (Mademoiselle de Charolais)؛ هو لقب التي حملتهُ في وقت لاحق شقيقتها الصغرى، وأيضا اعتبرت الابنة الثانية وطفل الثالث من أصل تسعة أبناء لوالديها، تم تعميدها في كنيسة فرساي في 24 نوفمبر 1685 بجوار شقيقها الأكبر لويس هنري وشقيقتها الصغرى لويز آن.
مع بلوغها السابعة عشر عاماً اقترحت والدتها الطموحة تزويجها من ابن خالها وهو أحد أحفاد الملك الشرعيين دوق بيري، ومع ذلك هذا الزواج لم يتم بسبب مكائد خالتها دوقة أورليان بمساعدة من دوقة بورغندي بحيث كانتا تريدان تزويجه من ابنتها الكبرى ماري لويز إليزابيث داورليان.
في 9 يوليو 1713 أصبحت لويز إليزابيث متزوجة من ابن عمتها لويس أرمان الثاني أمير كونتي في فرساي، كان يصغرها بثلاثة سنوات، أصبح زوجها أمير كونتي في 1709 بعد وفاة والده فرانسوا لويس أمير كونتي حامل لقب ملك بولندا (مطالب به فقط)، في حين والدته ماري تيريز دي بوربون المتدينة هي شقيقة والدها الكبرى.
كان زواجها جزءاً من زواج مزدوج بين فروع آل بوربون:كوندي وكونتي، بحيث تزوج شقيقها الأكبر لويس هنري من آن ماري دي بوربون-كونتي شقيقة لويس أرمان الكبرى، أُقيم الحفل في كنيسة فرساي التي بُينت حديثاً، كان من بين الحضور: والدتها، وجدتها لأب آن هنرييت أميرة كوندي، وشارل دوق بيري وزوجته ماري لويز إليزابيث داورليان، وخوالها دوق ماين وكونت تولوز، وزوج خالتها دوق أورليان، وكذلك خالتها مدام أورليان وأميرات كونتي الأرامل خالتها ماري آن دي بوربون وعمتها ماري تيريز دي بوربون (والدة العريس).
في أغسطس 1716 مع بلوغها الثاني والعشرون أُصيبت بالجدري من خلال زوجها التي احتضانه أثناء مرضه، وفي العام التالي أنجبت أول أبنائها.
كان لدى لويز إليزابيث العديد من العشاق خارج إطار الزواج، من بينهم الوسيم فيليب شارل دي لافار، وعندما علم زوجها بذلك أصبح غاضباً جداً وأدت غيرته الشديدة إلى عنف جسدي ضدها، وبحسب ماورد أنها اضطرت إلى زيارة طبيب في مناسبتين منفصلتين، بعد المشهد دراماتيكي في قصر كونتي رفضت لويز إليزابيث العيش مع زوجها بعد الآن، وهربت إلى والدتها ومن ثَّم إلى الدير، أصبحت السنوات التالية مليئة بالقضايا ضد زوجها من قبل البرلمان بسبب مزاجه العنيف ورغبتها في تركه، في 1725 وافقت إلى الرجوع إلى زوجها الذي أصبح محجوز في قصر ليل-آدام على بُعد حوالي 30 كم شمال غربي باريس، مع ذلك تمكنت من إقناعه بالعودة إلى باريس لاحقاً وذلك لولادة ابنتها لويز هنرييت، إلا أن زوجها توفي بعدها بعام، وأيضا قامت بدعم صريح للاقتصادي الإسكتلندي جون لو الذي قام بإدخال النقود الورقية إلى فرنسا خلال فترة حكم لويس الخامس عشر ملك فرنسا، وبسبب سياسته زاد زوجها من ثروته.
بعد وفاة زوجها في 1727 بسبب تورم صدري، أصبحت تُعرف بـ مدام أميرة كونتي الأرملة الثالثة (Madame la Princesse de Conti troisièm)، وذلك لأنها تعتبر أرملة أمير كونتي الثالثة على قيد حياة، بحيث خالتها ماري آن زوجة لويس أرمان الأول (توفيت.1739)، وأيضا عمتها ماري تيريز زوجة فرانسوا لويس ووالدة زوجها (توفيت.1732)، فلم تعرف بأرملة أمير كونتي إلا بعد وفاتهن.
في 1743 بعد وفاة والدتها بوقت قصيرة قامت بترتيب مع خالتها دوقة أورليان الأرملة زواج ابنتها الصغرى لويز هنرييت من حفيدها لويس فيليب البائس من قصة حب مع الأميرة هنرييت، ترتب هذا الحدث على تخفيف حد الخلاف المستمر من ذي قبل بين فروع: آل أورليان وآل كوندي، وهو خلاف الذي تم تغذيته من قبل والدتها وخالتها فرانسواز ماري، بحيث تعتبر كلتاهما من أبناء لويس الرابع عشر ومدام مونتسيب.
في وقت لاحق من عام 1746 قامت لويز إليزابيث بتقديم مدام بومبادور إلى البلاط، التي حضرت في السابق حفلة الرقص على شرف زواج انفانتا ماري تيريزا رافايل من إسبانيا من الدوفين لويس (ابن الملك)، ولم تتضايق الأميرة الأرملة من التعرف عليها، وذلك لإجبار الملك على تخليصها من ديونها، وهذه الخطة أصبحت ناجحة.
توفيت الأميرة في قصر كونتي عن عمر يناهز الواحد والثمانون في 27 مايو 1775، دفنت في كنيسة سان سولبيس، هي تعتبر من ناحية ابنتها الصغرى لويز هنرييت جدة الكبرى لـ لويس فيليب الأول ملك الفرنسيين، في حين يعتبر حفيدها الوحيد من ابنها لويس فرانسوا الثاني أخر أمراء كونتي توفي في 1814.

## الذرية
أنجبت لويز إليزابيث خمسة مرات:-
1. لويس كونت لامارش (28 مارس 1715 - 1 أغسطس 1717)؛ توفي صغيراً.
2. لويس فرانسوا الأول أمير كونتي (13 أغسطس 1717 - 2 أغسطس 1776)؛ خلفاً لوالده، تزوج من لويز ديان داورليان؛ لديهم ابناً واحداً.
3. لويس أرمان دوق ميركور (19 أغسطس 1720 - 13 مايو 1722)؛ توفي صغيراً.
4. شارل كونت أليس (5 فبراير 1722 - 7 أغسطس 1730)؛ توفي صغيراً.
5. لويز هنرييت دوقة أورليان القرينة (20 يونيو 1726 - 9 فبراير 1759)؛ كانت ابنتها الوحيدة، عرفت في صغرها بـ مدموزيل كونتي، تزوجت من لويس فيليب الأول دوق أورليان؛ لهم ذرية، هما جدا لويس فيليب ملك الفرنسيين.